# Screamers (spelfilm)
Screamers är en dystopisk science fiction-film av Christian Duguay, baserad på novellen "Second Variety" av Philip K. Dick.
I rollerna förekommer Peter Weller, Roy Dupuis och Jennifer Rubin. Filmen hade premiär vid 1995 års Toronto International Film Festival den 8 september 1995.